# Mischendorf
Mischendorf (mađarski: Pinkamiske) je općina u kotaru Borta u Gradišću, Austrija. 